# The War of the Worlds (hoorspel)

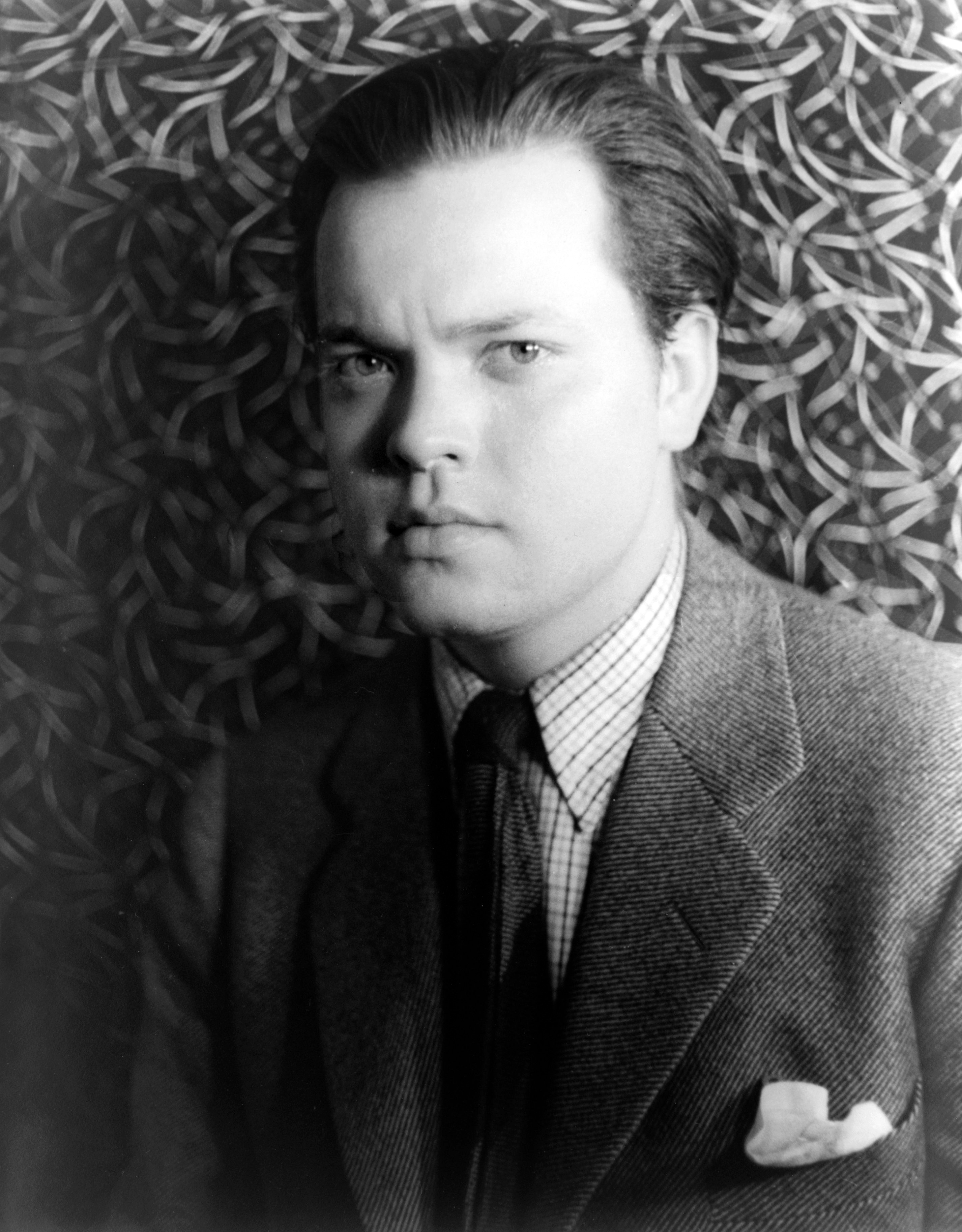
Orson Welles, 1 maart 1937 (foto: Carl Van Vechten).

The War of the Worlds was een hoorspel uitgezonden als aflevering van het Amerikaanse radioprogramma Mercury Theatre on the Air. Het hoorspel is berucht geworden door de enorme massahysterie die de uitzending in de VS veroorzaakte.

## Achtergrond
H.G. Wells' roman gaat over een invasie van marsmannetjes eind 19e eeuw en wordt verteld door een naamloze journalist die getuige is van de invasie. De radioversie van dit verhaal werd voornamelijk geschreven door Howard Koch, met inspraak van Welles en de staf van CBS' Mercury Theatre On The Air. Het verhaal werd geactualiseerd naar 1938 en de locatie van de invasie werd veranderd in New Jersey.
Welles besloot het verhaal van het boek te vertellen in de vorm van nieuwsberichten, die verslag deden van de invasie. Het hoorspel werd opgezet in documentairestijl. De benadering was op zich niet nieuw. In 1926 deed Fr. Ronald Knox’s hetzelfde met een satirische “nieuwslezing” over een rel die Londen overnam. Welles werd bij zijn beslissingen beïnvloed door de Archibald MacLeish dramas The Fall of The City en Air Raid.
Welles wilde zijn hoorspel zo realistisch mogelijk maken. Het 60 minuten durende hoorspel bestond voornamelijk uit nieuwsberichten die verslag deden van de Martiaanse invasie. Dit veroorzaakte paniek bij luisteraars, die dachten dat Amerika echt aangevallen werd. Welles werd in een klap beroemd. Welles' bewerking is vermoedelijk het meest succesvolle radiodrama in de geschiedenis.

## Uitzending

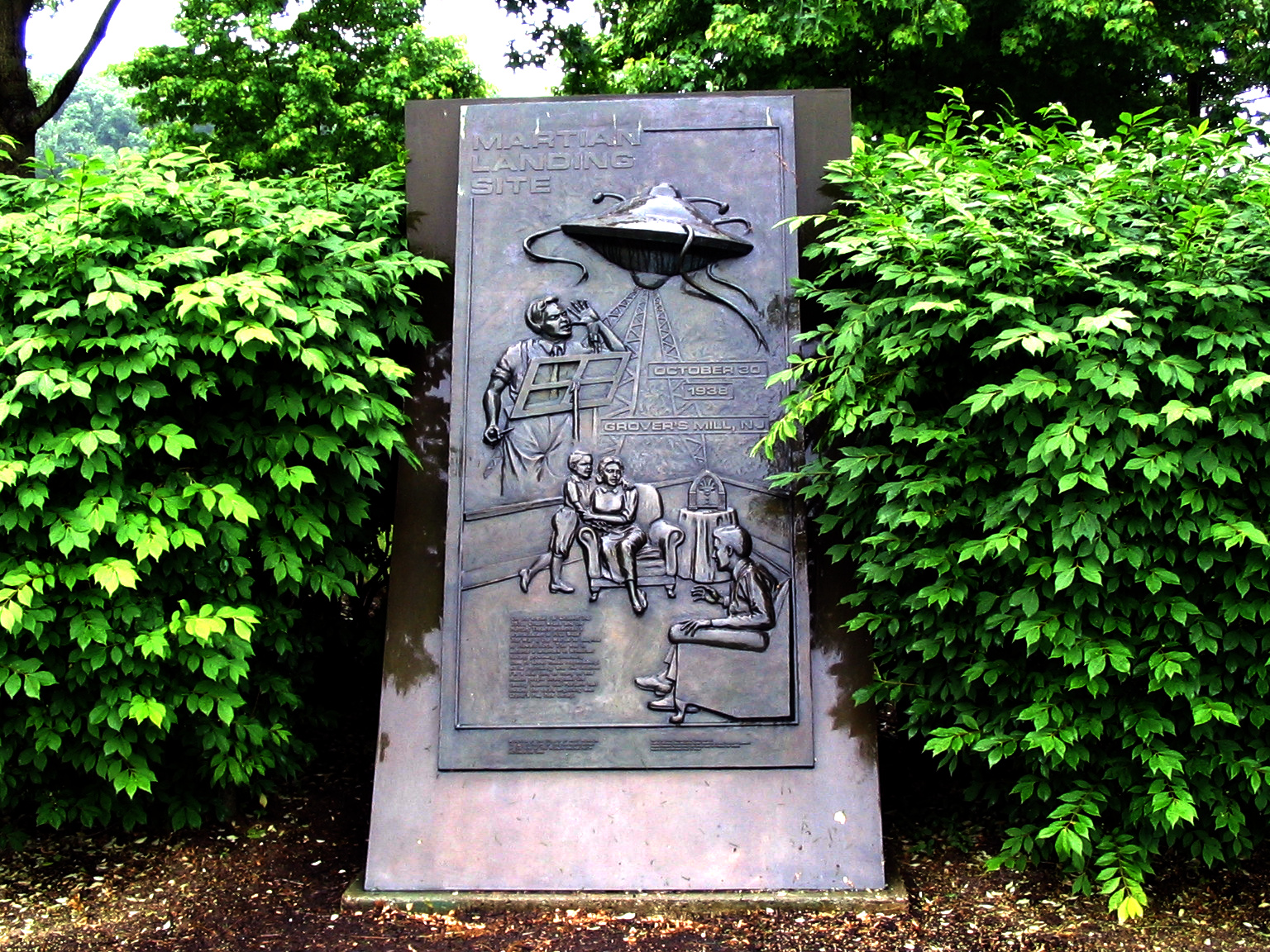
Monument ter herinnering aan waar de Marsbewoners “geland” zijn in Van Ness Park

De aflevering werd geregisseerd door Orson Welles en was een radiobewerking van H.G. Wells' sciencefictionroman The War of the Worlds (1898). Het hoorspel werd uitgezonden op 30 oktober 1938.
Het radioprogramma begon als een muziekprogramma, plots onderbroken met verontrustende nieuwsberichten over een invasie van marsmannen. In het begin werd gemeld over vreemde explosies op Mars. Daarna over een Martiaanse cilinder die neerstortte bij New Jersey, en ten slotte over hoe deze marsmannetjes met hun geavanceerde machines een aanval begonnen. Het leger kon niets beginnen tegen deze Marsbewoners. Al snel volgden er berichten over soortgelijke cilinders die elders in de Verenigde Staten landden. De machines rukken op naar New York. Net als het boek eindigde het hoorspel met de dood van de Marsbewoners als gevolg van bacteriën. Vervolgens volgde een bericht van Welles zelf, die de luisteraars er aan herinnerde dat het een hoorspel was. Volgens de verhalen zou Welles dit hebben gedaan op aandringen van de CBS nadat men ontdekte wat voor paniek de uitzending veroorzaakte.

## Publieke reactie
Veel luisteraars misten of negeerden de intro van het hoorspel, waarin duidelijk werd uitgelegd dat het om een verzonnen verhaal ging. De dreiging van de aankomende Tweede Wereldoorlog maakten dat veel mensen dachten dat de nieuwsberichten echt waren. Volgens nieuwsberichten die later werden verspreid vluchtte men massaal weg uit de steden. Veel mensen meenden al de lichtflitsen van de hittestralen te zien of de zwarte rook te ruiken. Sommigen meldden dat zij de invasie met eigen ogen hadden gezien.
Professor Richard J. Hand berekende aan de hand van studies uitgevoerd door historici dat van de zes miljoen mensen die de uitzending hoorden, 1,7 miljoen dachten dat het echt was en 1,2 miljoen echt “doodsbang” waren. Binnen een maand had het nieuws over de paniek zich verspreid over de hele wereld en had het in 12.500 kranten gestaan.
Latere studies suggereren dat de paniek veel minder groot was dan nieuwsberichten destijds deden vermoeden. De reden dat er paniek ontstond was niet geheel te wijten aan naïviteit; hoewel veel van de acteurs herkend werden van eerdere hoorspelen of radioprogramma’s, was een hoorspel zoals The War of the Worlds nog nooit eerder uitgevoerd in de Verenigde Staten. Mensen waren gewend om nieuwsberichten voor waar aan te nemen.

## Nasleep
In de nasleep van de paniek ontstond er grote woede op CBS en de uitzending. CBS herinnerde er echter aan dat de luisteraars meerdere malen werden gewaarschuwd dat het slechts om een fictief verhaal ging. Welles en Mercury Theatre ontsnapten zo aan juridische vervolging. Wel moest CBS beloven nooit meer een dergelijk hoorspel uit te zenden.
Een studie van het Radio Project onthulde dat sommige mensen in paniek raakten omdat ze de nieuwsberichten aanzagen voor een aanval van de Duitsers. Andere studies suggereren dat de grote paniek die zou zijn ontstaan door de media is aangedikt.
Toen een ontmoeting tussen H.G. Wells en Orson Welles werd uitgezonden op Radio KTSA op 28 oktober 1940, maakte Wells bekend niet te begrijpen hoe er zoveel paniek kon zijn ontstaan. De twee heren en hun radio-interviewer maakten zelfs grapjes over het voorval.
Zowel het hoorspel als de paniek die erdoor ontstond zijn inmiddels standaard voorbeelden geworden van massahysterie.

## Complottheorieën
In recente jaren is de complottheorie ontstaan dat het hoorspel in werkelijkheid een experiment van “psychologische oorlogsvoering” was. In de documentaire Masters of the Universe: The Secret Birth of the Federal Reserve uit 1999 beweert schrijver Daniel Hopsicker dat de Rockefeller Foundation de uitzending had gefinancierd en naderhand de paniek bestudeerd. Aan de hand van dit onderzoek zou een rapport zijn opgesteld dat slechts voor enkelen beschikbaar was.
Er zijn ook theorieën die zeggen dat de paniek als gevolg van het hoorspel de reden is dat de Amerikaanse overheid meldingen en bewijzen van ufo's in de doofpot zou stoppen, uit angst dat er weer paniek zal ontstaan.
In een trailer voor zijn film F For Fake maakt Welles zelf grapjes over deze theorieën.

## Populariteit en invloed
Het hoorspel is nog altijd populair. Vanaf de jaren 70 van de 20e eeuw wordt het hoorspel ieder jaar met Halloween uitgezonden door het Los Angeles CBS-radiostation, KNX (1070 AM).
Het script werd ter viering van het 50-jarige jubileum van het originele hoorspel uitgezonden door PBS in 1988. Wel werden de dialogen opnieuw ingesproken door onder andere Jason Robards, Steve Allen, Douglas Edwards, Scott Simon en Terry Gross. Deze versie van het hoorspel werd genomineerd voor een Grammy Award.
Het hoorspel zelf werd later aangepast met andere locaties in de hoofdrol en uitgezonden in andere landen. Dit had soortgelijke reacties tot gevolg:
- Een uitzending in 1944 in Santiago, Chili veroorzaakte ook paniek en had zelfs de mobilisatie van het leger tot gevolg.
- Een uitzending op 12 februari 1949 in Quito, Ecuador veroorzaakte paniek bij duizenden mensen. Drie mensen die verantwoordelijk waren voor de uitzending werden naderhand gearresteerd.

Het hoorspel en referenties eraan duiken nog geregeld op in andere media. In Steven Spielbergs film War of the Worlds begon de invasie van de buitenaardse wezens bijvoorbeeld in New Jersey, de locatie die in het hoorspel ook het eerste doelwit was.